# Irena Kamieńska
Irena Kamieńska-Hesse (ur. 29 lutego 1928 w Łyszkowicach, zm. 3 kwietnia 2016) – polska reżyserka i scenarzystka filmów dokumentalnych.

## Życiorys

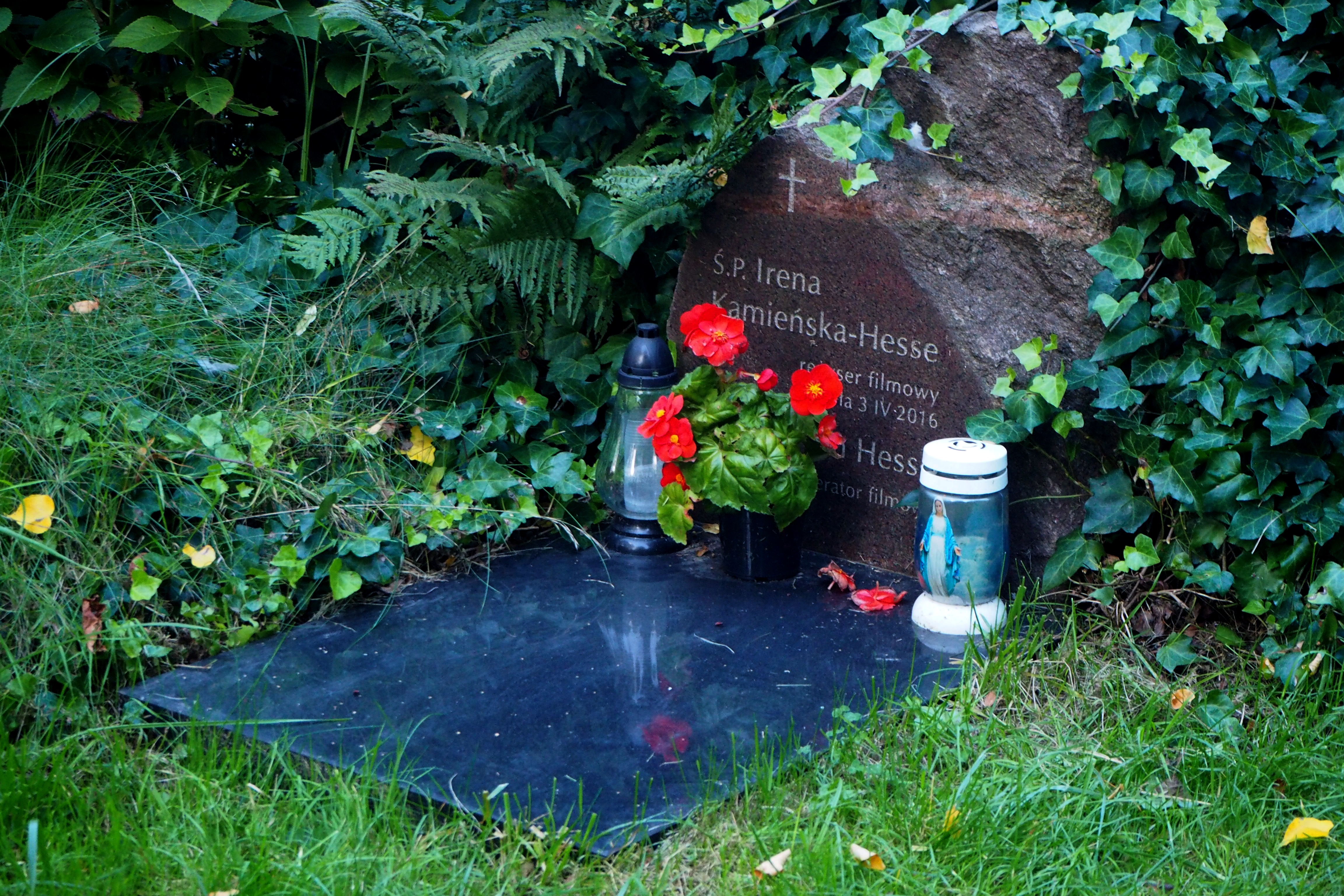
Grób Ireny Kamieńskiej-Hesse na cmentarzu ewangelicko-augsburskim przy ul. Młynarskiej w Warszawie

Była absolwentką Akademii Medycznej w Łodzi. W latach 1958–1964 studiowała reżyserię w Państwowej Wyższej Szkole Filmowej w Łodzi. Dyplom uzyskała w 1967 roku, przedstawiając jako pracę dyplomową film pt. Dzień dobry dzieci, zrealizowany rok wcześniej. Przez większą część pracy zawodowej związana była z Wytwórnią Filmów Dokumentalnych i Fabularnych w Warszawie. Później współpracowała również ze Studiami Filmowymi: „Kronika” oraz „Kalejdoskop”.

Była żoną operatora filmowego Jana Hesse. Po śmierci została pochowana na cmentarzu ewangelicko-augsburskim w Warszawie (aleja 30, grób 99).

## Twórczość
Irena Kamieńska była reżyserką, scenarzystką oraz realizatorką ok. 30 filmów dokumentalnych. W swej twórczości podejmowała głównie tematykę obyczajową (Konflikt 1970, Motyw 1975, Pierwsza licealna 1975, Zapora 1976, Piękna mroźna, polska zima 1978, Mgła 1993, Nasze dzieci 1995), często skupiając się na losach kobiet (Dzień dobry, dzieci 1966, Wyspa kobiet 1968, Tak dużo do zrobienia 1977, Następny punkt programu 1978, Robotnice 1980, Dzień za dniem 1988, Misjonarki miłości 1992). Była również twórczynią filmów o tematyce historycznej (Pamięć tamtych dni 1968, Głosy z daleka i Za horyzontem 1992 – oba z Andrzejem Piekutowskim, Ucisk serca 1997), biograficznej (Trzy kolekcje 1974 – prof. Tadeusz Rut, Na otwartym sercu 1986 – prof. Zbigniew Religa, Architekt 1996 – Zvi Hecker, Powołanie 2001 – ks. Władysław Bukowiński) oraz żydowskiej (Aktor 1994, Kościół na górze Syjon 1996). Jako reżyserka była twórczynią filmów fabularnych: Znak (1973) oraz Klara i Angelika (1976) oraz współtwórczynią filmów w reżyserii Janusza Majewskiego Docent H. (1964) oraz Pierwszy pawilon (1965). Była członkinią Stowarzyszenia Filmowców Polskich, od którego otrzymała w 2009 roku nagrodę za całokształt twórczości.

## Nagrody indywidualne
- Dzień dobry, dzieci
  - Ogólnopolski Festiwal Filmów Krótkometrażowych Kraków 1967 – „Złoty Lajkonik”,
  - Ogólnopolski Festiwal Filmów Rolniczych Lublin 1969 – I Nagroda nagroda za najlepszy film publicystyczny o tematyce wiejskiej.
- Zapora
  - Ogólnopolski Festiwal Filmów Krótkometrażowych Kraków 1977 – „Złoty Lajkonik”,
- Piękna mroźna, polska zima
  - Ogólnopolski Przegląd Filmów z zakresu oświaty zdrowotnej Kielce 1978 – II Nagroda,
  - Festiwal Filmów Społeczno-Politycznych Łódź 1979 – Grand Prix,
- Następny punkt programu
  - Ogólnopolski Festiwal Filmów Krótkometrażowych Kraków 1979 – „Srebrny Lajkonik”,
- Robotnice
  - Nagroda Ministra Kultury i Sztuki II stopnia 1981,
  - Międzynarodowy Festiwal Filmów Krótkometrażowych Kraków 1981 – Grand Prix „Złoty Smok”,
  - Ogólnopolski Festiwal Filmów Krótkometrażowych Kraków 1981 – „Syrenka Warszawska”,
- Dzień za dniem
  - Ogólnopolski Festiwal Filmów Krótkometrażowych Kraków 1989 – „Srebrny Lajkonik”.
  - Międzynarodowy Festiwal Filmów Krótkometrażowych Oberhausen 1989 – Wielka Nagroda miasta Oberhausen, Nagroda FIPRESCI, Nagroda Filmoteki Młodych oraz Wyróżnienie Jury Katolickiego,
  - Międzynarodowy Festiwal Filmów Krótkometrażowych Clermont-Ferrand 1990 – Nagroda Sekretariatu ds. Kobiet,
  - Międzynarodowy Festiwal Filmowy „Cinema du Reel” Paryż 1990 – I Nagroda w kategorii filmu krótkiego,
  - Międzynarodowy Festiwal Filmów Krótkometrażowych Tampere 1990 – nagroda dla Najlepszego Filmu Dokumentalnego,
- Misjonarki Miłości
  - Międzynarodowy Katolicki Festiwal Filmów i Multimediów Niepokalanów 1991 – I Nagroda w kategorii filmu profesjonalnego